# Polittico di Monticchiello
Il Polittico di Monticchiello è un possibile gruppo di dipinti a tempera e oro su tavola di Pietro Lorenzetti, databili al 1315 circa e provenienti dalla pieve dei Santi Leonardo e Cristoforo a Monticchiello, oggi divisi in più musei.

## Storia
Non è chiaro se la Madonna di Monticchiello (68×46 cm), oggi nel Museo Diocesano di Pienza, facesse originariamente parte di un polittico a cinque scomparti, i cui santi laterali sono stati incertamente identificati in quattro pannelli di mezze figure, uno al Museo Tessè di Le Mans (Santa, forse Margherita o Agata, 55x33 cm) e tre al Museo Horne di Firenze (San Leonardo o Benedetto, Santa caterina d'Alessandria, Sant'Agata o Margherita, ciascuno 63x33 cm).
L'attribuzione ha subito alcune oscillazioni: già assegnata ad Ambrogio Lorenzetti o a un generico "Maestro di Monticchiello", è oggi ritenuta con ampio consenso opera di Pietro.
Una piccola tavola con un santo, esposta alla Biennale dell'Antiquariato di Firenze nel 2024, è stata riconosciuta come una delle perdute cuspidi del polittico e acquistata dal museo diocesano di Pienza.

## Possibile ricostruzione
|  |  |  |  |  |
|  |  |  |  |  |